# Palazzo Massimo di Rignano
Palazzo Massimo di Rignano, conhecido também como Palazzo Massimo di Rignano Colonna, é um palácio barroco localizado na esquina da Piazza d'Aracoeli com a Via del Teatro di Marcello, no rione Campitelli de Roma, bem em frente ao Capitólio e encostado no Palazzo Fani.

## História
A estrutura do palácio remonta ao século XV e foi construída para os Boccabella, uma antiga família romana conhecida desde o século XI e cujos membros foram altos dignitários tanto na Cúria quanto no próprio Capitólio. Quando ela se extinguiu, no final do século XVII, o palácio foi herdado pelos Eustachi, família de origem apuliana e presente em Roma desde o século XVI, que, por sua vez, o vendeu para os Massimo di Rignano, um ramo cadete da antiga família nobre do Parione, que residia no Palazzo Massimo alle Colonne. Os novos proprietários então contrataram Carlo Fontana para reestruturar completamente o edifício.
A última representante da família, dona Maria Massimo, se casou, em 1899. com o príncipe Prospero Colonna, prefeito de Roma naquele mesmo ano, cuja família ainda é proprietária. 

## Descrição
A fachada de frente para a Piazza d'Aracoeli se abre num majestoso portal flanqueado por duas colunas encimado por uma janela com tímpano curvo e dois festões que recaem sobre a porta. Frisos com ramos de louro decoram a arquitrave e uma pinha está no lugar da chave do arco rebaixado. Este portal se tornou um modelo para arquitetos do século XVIII. Dos lados dele estão janelas com arquitraves e gradeadas acima de pequenas janelas do sótão. Os três pisos acima do térreo apresentam janelas com arquitrave no primeiro e cornijas simples nos outros dois.

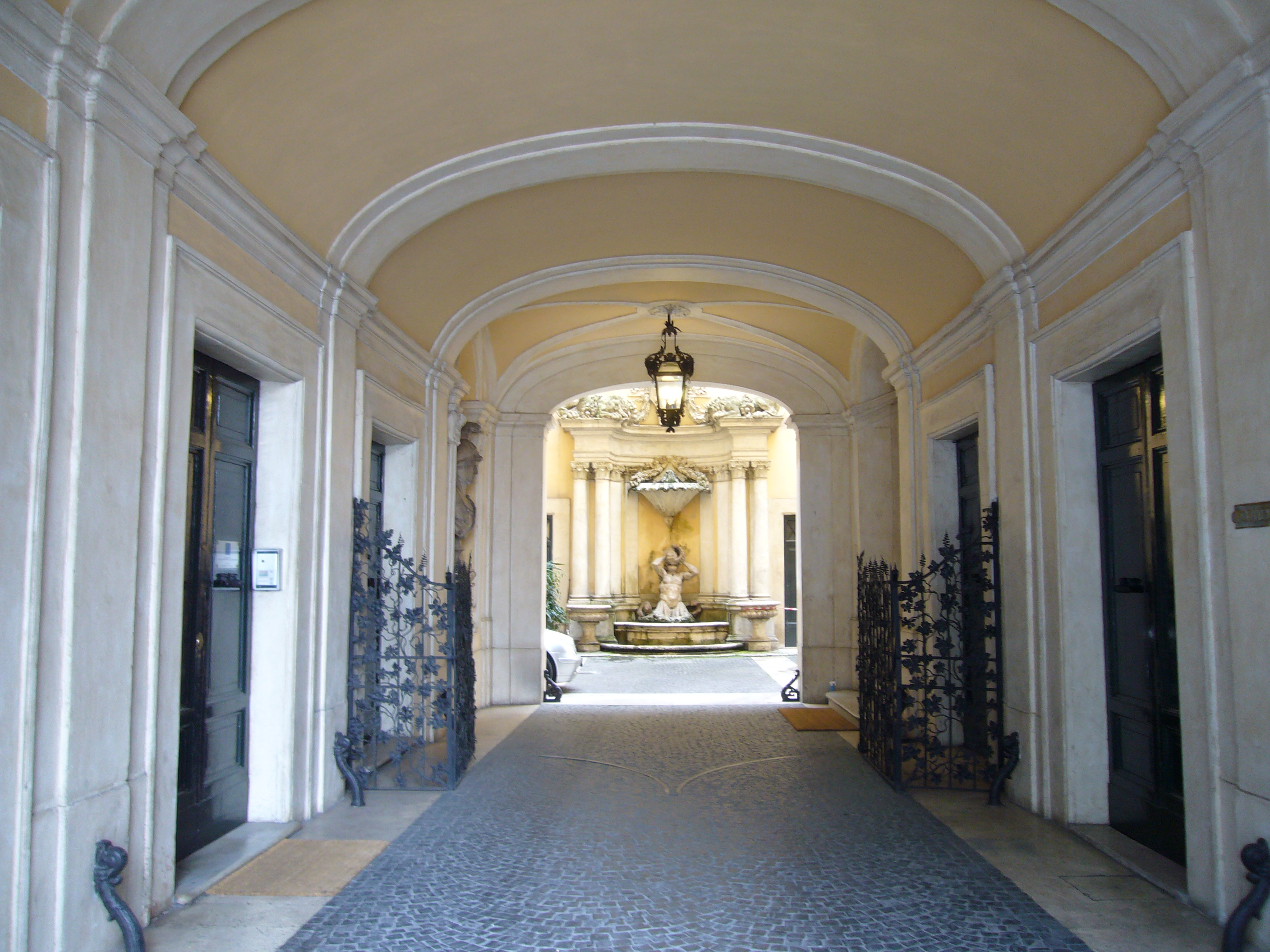
"Fonte do Tritão" vista a partir do portal de entrada do palácio.

Coroando a fachada está um destacado beiral com mísulas. Acima dele está um ático do século XIX e uma pequena torre com merlões do século XX, na qual está inscrita a palavra MAXIMA, uma lembrança do duque Mario Massimo, que ali tinha seu observatório astronômico. No pequeno pátio interno, bem de frente para o portal de entrada, está uma bela fonte barroca num nicho, obra de Carlo Fontana. Ela é caracterizada por uma ordem arquitetônica compósita de quatro colunas e quatro pilastras com entablamento, friso e um maçico beiral, no centro do qual está um brasão dos Massimo flanqueado por dois leões acocorados que despejam água numa concha suspensa mais abaixo.
No centro do nicho está, no interior de um tanque central flanqueado por dois outros menores, um tritão com uma outra concha de assoprar que recolhe a água que cai da citada concha suspensa mais acima e a joga no tanque semicircular na altura do chão. 

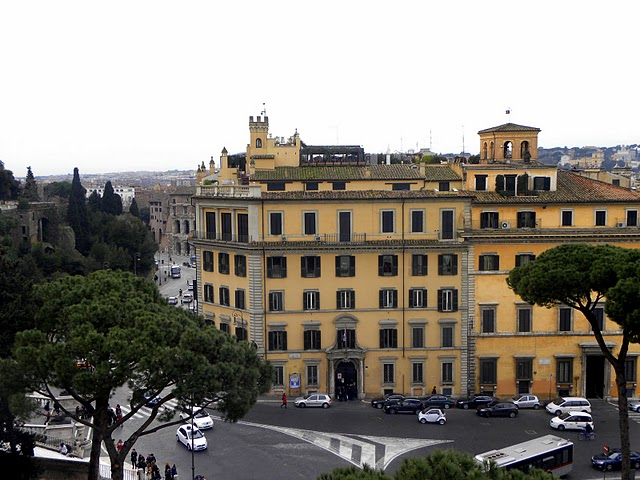
O palácio no centro, destacando a torre com merlões no alto e o portal na Piazza d'Aracoeli. À esquerda, a Via del Teatro di Marcello, com o próprio Teatro de Marcelo no fundo. É bem visível o "chanfro" criado na fachada durante as obras de abertura desta via na década de 1930. À direita, o Palazzo Fani.

Em 1939, as obras de abertura da Via del Mare (moderna Via del Teatro di Marcello) determinaram que a esquina do palácio fosse "chanfrada, eliminando duas janelas de cada fachada. Criou-se desta forma uma terceira fachada nesta esquina, com três janelas na qual está um pequeno santuário dedicado à Virgem Maria. O ático, com três grandes portas-janelas, tem uma ampla vista das escadarias que levam à Piazza del Campidoglio e à igreja de Santa Maria in Aracoeli.
A fachada do palácio na própria Via del Teatro di Marcello apresenta sete janelas com as mesmas características das da fachada principal. No térreo está um belo portal com um prótromo leonino, uma porta arqueada com silhares regulares do século XIV e traços de um pórtico medieval.